# Боциев, Барон Тимофеевич
Баро́н Тимофе́евич Боци́ев (13 сентября 1901, Тиб, Терская область — 20 июля 1944, Дзауджикау) — осетинский писатель, поэт, советский деятель культуры и литературы.

## Биография
Барон Тимофеевич Боциев родился 13 сентября 1901 года в селе Тиб. В 1913 окончил сельскую церковно-приходскую школу и вскоре уехал во Владикавказ продолжать образование. Но поступить в школу ему не удалось, и ему пришлось работать, чтобы помогать семье.
В 1917 г. Боциев вернулся в родное село и жил там до 1923, пока снова не уехал во Владикавказ учиться. В том же году он вступил в комсомол, а три года спустя стал членом ВКП(б). Обучался в московском Коммунистическом университете трудящихся Востока имени Сталина. С 1932 по 1935 получал образование в аспирантуре Северо-Осетинского научно-исследовательского института по специальности «Осетинская филология».
Впоследствии работал заведующим агит-массовым отделом Алагиро-Ардонского райкома партии, редактором литературного журнала «Мах дуг», был председателем Союза советских писателей Северной Осетии, директором Музея осетинской литературы. Преподавал осетинскую литературу в Северо-Осетинском пединституте (ныне СОГУ).
Скончался 20 июля 1944 года в возрасте 42 лет.

## Творчество
Первые поэтические опыты Барона Боциева относятся к 1925 году, когда он написал первое стихотворение «Пусть смеются» (осет. Уадз ӕмӕ худӕнт).
Творчество поэта достигает своего пика в тридцатые годы, когда выходят в свет его сборники «Волны борьбы» (осет. Тохы фӕйлауӕнтӕ, 1932), «Море» (осет. Фурд, 1936), «Радостные дни» (осет. Цины бонтӕ, 1937), «Радость Октября» (осет. Октябры цин, 1937), «Человек и лев» (осет. Лӕг ӕмӕ домбай, 1940), «Стихи и поэмы» (осет. ӕмдзӕвгӕтӕ ӕмӕ поӕмӕтӕ, 1941). Отличительная черта творчества поэта — радостное восприятие новой жизни.
Во многих стихотворениях Боциев рассказывает о нелёгкой доле горца-бедняка и женщины-горянки в период до Октябрьской революции. Много стихотворений посвящено коллективизации. Поэт воспевает труд людей, их энтузиазм. Несколько стихотворений были положены на музыку, стали популярными песнями. Во время Великой Отечественной войны главной темой творчества Боциева стала защита родины.
В 1936 году Барон Боциев написал известный роман «Разбитая цепь» (осет. Саст рӕхыс). Его действие разворачивается в период Первой мировой и Гражданской войны в горах Северной Осетии и Владикавказе.